# Magnum Concilium
Magnum Concilium je bilo posvetovalno telo angleškega kralja, ki so ga sestavljali angleški plemiči in cerkveni hierarhi.  Prvič je bil zbor sklican v enajstem stoletju in se je sprva sestajal večkrat letno z izrecnim namenom, da svetuje kralju v vseh problemih v državi. Postopoma so se kralji vedno redkeje obračali h koncilu za nasvet. Zadnjič ga je (po stoletjih prekinitve) sklical kralj Karel I. Stuart po vrsti porazov v vojni proti Škotom leta 1640. 
Običajno se Magnum Concilium šteje za arhaično obliko  angleškega parlamentarizma.